# Opisthograptis
Opisthograptis är ett släkte av fjärilar som beskrevs av Jacob Hübner 1823. Opisthograptis ingår i familjen mätare.

## Bildgalleri

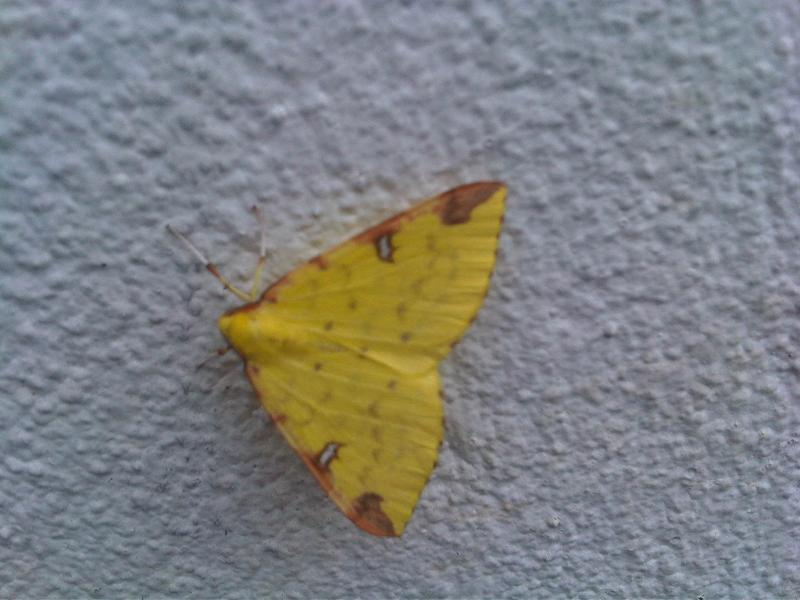

## Dottertaxa tillOpisthograptis, i alfabetisk ordning[1][2]
- Opisthograptis aestiva
- Opisthograptis albescens
- Opisthograptis albicans
- Opisthograptis apicolutea
- Opisthograptis apiconigrescens
- Opisthograptis crataegaria
- Opisthograptis crataegata
- Opisthograptis delineata
- Opisthograptis emaculata
- Opisthograptis extincta
- Opisthograptis flavissima
- Opisthograptis immaculata
- Opisthograptis impunctata
- Opisthograptis inornataria
- Opisthograptis intensa
- Opisthograptis intermedia
- Opisthograptis irrorata
- Opisthograptis lacticolor
- Opisthograptis lidjanga
- Opisthograptis luteolata
- Opisthograptis mimulina
- Opisthograptis molleri
- Opisthograptis niko
- Opisthograptis poskini
- Opisthograptis praecordata
- Opisthograptis provincialis
- Opisthograptis punctilineata
- Opisthograptis ruficosta
- Opisthograptis rumiformis
- Opisthograptis sulphurea
- Opisthograptis swanni
- Opisthograptis tangens
- Opisthograptis tridentifera
- Opisthograptis trimacularia
- Opisthograptis tsckuna